# Nebo hierichonticus
Nebo hierichonticus hay còn gọi là Bọ cạp đen thông thường (Common Black Scorpion) là một loài bọ cạp trong họ Diplocentridae. Chúng là loài bọ cạp trong chi Nebo thuộc phân họ Nebinae gồm những loài bọ cạp sống ở vùng Trung Đông thay vì sống ở vùng Tân Thế giới như những loài bọ cạp trong họ này.
Loài bọ cạp này xuất hiện ở Trung Đông (Liban, Syria, Jordan, Israel) và ở Ai Cập trên bán đảo Sinai. Nó sống lẫn dưới những tảng đá và tự mình đào những cái hang chui sâu trong sa mạc và vùng khô cằn đến những vùng núi bán khô cằn.

## Đặc điểm
Nebo hierichonticus có thể đo được chiều dài cơ thể lên đến 85–110 milimét (3,3–4,3 in). Màu sắc cơ bản của loài bọ cạp này dao động từ màu nâu nhạt hoặc màu nâu đỏ cho đến màu nâu tối. Những cặp chân của chúng thì lại có màu vàng, chúng có cơ thể mỏng và các đốt thân hình khá tròn trịa, đầu của ngòi nọc bọ cạp này là hình bầu dục và đốt chích khá ngắn. Ngòi của loài bọ cạp này khá độc, gây ra xuất huyết và hoại tử, nhưng ảnh hưởng của vết đốt trên cơ thể người gần như không đáng kể và không có bất kỳ tác dụng lâu dài nào.